# Sergej Karaganov
Sergej Aleksandrovič Karaganov (in russo Cерге́й Алекса́ндрович Карага́нов?; Mosca, 12 settembre 1952) è un politologo russo.
È a capo del Consiglio di politica estera e della difesa, un istituto che si occupa di analisi della sicurezza, fondato da Vitalij Šlykov. È preside della Facoltà di Economia Mondiale e Affari Internazionali presso la Scuola Superiore di Studi Economici dell'Università di Mosca.
Stretto collaboratore di Evgenij Primakov, è stato consigliere presidenziale sia di Boris El'cin che di Vladimir Putin.
Membro della Commissione Trilaterale dal 1998, è stato parte del direttivo internazionale del Council on Foreign Relations e dal 1983 è anche vicedirettore dell'odierna Accademia russa delle scienze.
Le sue teorie sono state riprese a sostegno dell'invasione russa dell'Ucraina nel febbraio 2022.

## Attività politica
Karaganov è noto per la dottrina omonima, seconda la quale Mosca dovrebbe atteggiarsi a difensore dei diritti umani degli uomini di etnia russa che vivono nei paesi vicini, allo scopo di acquisire influenza politica su tali regioni. Dopo la pubblicazione di un articolo che sosteneva questa tesi nel 1992, la politica estera russa assunse una posizione che subordinava il ritiro delle truppe russe dai Paesi baltici alla fine della “discriminazione sistemica” contro i russi residenti al loro interno.
A complemento di tale dottrina, Karaganov teorizzò l'opportunità di un'alleanza sino-russa nell'ottica di una unificazione del blocco euroasiatico, arguendo che l'Unione economica eurasiatica (EEU) e la Nuova via della seta (OBOR) avrebbero dovuto cooperare per promuovere l'integrazione economica della regione. Secondo alcuni esperti, la Cina, forte del suo primato sulla Russia, avrebbe finito semplicemente con l'imporsi come prima super-potenza, a discapito dell'aspirazione russa alla leadership globale.
In un'altra intervista rilasciata nel 2019 a Time Magazine, Karaganov affermò che il non aver permesso l'entrata della Russia nella NATO «fu uno dei più grandi errori nella storia politica, un errore che pose automaticamente la Russia e l'Occidente in rotta di collisione, eventualmente a spese dell'Ucraina».
Consigliere fidato del presidente Putin, Karaganov formulò molte delle idee alla base dell'invasione russa dell'Ucraina nel febbraio 2022.
In un articolo pubblicato sul sito Russia in Global Affairs, dichiarò che l'obiettivo della strategia politica russa avrebbe dovuto essere il ripristino forzoso della propria leadership a livello globale e la rottura dell'ordinamento militare posto in essere a conclusione della guerra fredda.
Karaganov spiegò che la situazione è talmente tesa che la guerra è inevitabile, nella misura in cui la Russia è in grado di perseguire i propri obiettivi soltanto per via militare, dato che, a differenza degli Stati Uniti, la principale super-potenza formatasi con la guerra fredda, essa non possiede alcun vantaggio politico, culturale, ideologico o economico di entità tale da poter assoggettare gli stati limitrofi sotto la propria sfera di influenza. L'autore lamentò che gli stati confinanti con la Russia presentano i modelli economici e culturali dell'Occidente come più attrattivi, non lasciando alla Russia altra opzione che quella militare.
Con riferimento all'Ucraina, sostenne la necessità di sottometterla al fine di prevenire l'espansione della NATO verso est. A giustificazione di una guerra non provocata dall'Ucraina, dichiarò che quest'ultima non era capace di vivere come entità autonoma, che si sarebbe gradualmente disintegrata, o, in alternativa, avrebbe finito con lo spezzettarsi in parti più piccole, che sarebbero andate in parte alla Russia, in parte all'Ungheria, in parte alla Polonia, e in parte sarebbero rimaste in uno stato ucraino formalmente indipendente.